# Exoprosopa bolbocera
Exoprosopa bolbocera är en tvåvingeart som beskrevs av Hesse 1956. Exoprosopa bolbocera ingår i släktet Exoprosopa och familjen svävflugor. Inga underarter finns listade i Catalogue of Life.